# Pennington (Alabama)
 Pennington, Alabama és una població dels Estats Units a l'estat d'Alabama. Segons el cens del 2000 tenia 353 habitants.

## Demografia
Segons el cens del 2000, Pennington tenia 353 habitants, 142 habitatges, i 103 famílies. La densitat de població era de 72,9 habitants/km².
Dels 142 habitatges en un 35,9% hi vivien nens de menys de 18 anys, en un 54,2% hi vivien parelles casades, en un 15,5% dones solteres, i en un 26,8% no eren unitats familiars. En el 26,8% dels habitatges hi vivien persones soles el 9,2% de les quals corresponia a persones de 65 anys o més que vivien soles. El nombre mitjà de persones vivint en cada habitatge era de 2,49 i el nombre mitjà de persones que vivien en cada família era de 2,98.
Per edats la població es repartia de la següent manera: un 28,6% tenia menys de 18 anys, un 6,5% entre 18 i 24, un 28,6% entre 25 i 44, un 22,7% de 45 a 60 i un 13,6% 65 anys o més.
L'edat mediana era de 38 anys. Per cada 100 dones hi havia 98,3 homes. Per cada 100 dones de 18 o més anys hi havia 101,6 homes.
La renda mediana per habitatge era de 32.917 $ i la renda mediana per família de 44.375 $. Els homes tenien una renda mediana de 33.438 $ mentre que les dones 16.250 $. La renda per capita de la població era de 14.022 $. Aproximadament el 13,7% de les famílies i el 20,9% de la població estaven per davall del llindar de pobresa.

## Poblacions més properes
El següent diagrama mostra les poblacions més properes.